# 앵커맨 2: 전설은 계속된다
《앵커맨 2: 전설은 계속된다》(영어: Anchorman 2: The Legend Continues)는 2013년 공개된 미국의 코미디 영화로, 2004년 영화 《앵커맨》의 속편이다. 전편의 애덤 매케이 감독이 속편에서도 연출을 맡았다. 윌 페럴이 매케이와 함께 각본을 맡았으며, 저드 애퍼타우, 페럴, 매케이가 함께 제작하였다. 전작에 나온 페럴, 스티브 커렐, 폴 러드, 데이비드 케크너, 크리스티나 애플게이트 등이 재출연했으며, 해리슨 포드, 크리스틴 위그, 제임스 마즈든, 메건 굿, 딜런 베이커 등이 새로운 출연자로 합류했다.
2008년 초 영화 개발이 진행되었으나 파라마운트 픽처스가 이를 철회했다. 2012년 3월 페럴이 영화가 제작되고 있음을 공식 발표했고, 2013년 3월 촬영에 들어갔다. 전작과 달리 드림웍스 픽처스가 아니라 파라마운트 픽처스가 배급하였다. 2013년 12월 18일 긍정 평가와 함께 개봉하였다.

## 줄거리
전편으로부터 7년 후. 론 버건디는 역사상 최초로 전 세계에 24시간 방영되는 케이블 뉴스 방송국으로부터 자리를 제안 받는다.

## 출연
- 윌 페럴 - 론 버건디 역
- 스티브 커렐 - 브릭 탬런드 역
- 폴 러드 - 브라이언 팬태나 역
- 데이비드 케크너 - 챔프 카인드 역
- 크리스티나 애플게이트 - 버로니카 코닝스톤 역
- 딜런 베이커 - 프레디 섑 역
- 메건 굿 - 린다 잭슨 역
- 제임스 마즈든 - 잭 라임/레임 역
- 프레드 윌러드 - 에드 하컨 역
- 크리스틴 위그 - 차니 러스트나메이 역
- 조시 로슨 - 켄치 앨런비 역
- 크리스 파넬 - 가스 홀리데이 역
- 그레그 키니어 - 게리 브래거 역
- 윌버 피츠제럴드 - 밀턴 브랭글리 의사 역
- 해리슨 포드 - 맥 태넌 역
- 준 다이앤 레이필 - 차니의 상사 역
- 일라이자 쿠프 - 씨월드 조련사 역
- 폴라 펠 - 아이스링크 관중 역
- 드레이크 - 솔 브러더 역
- 사샤 배런 코언 - BBC 뉴스 진행자 역
- 마리옹 코티야르 - 프랑스계 캐나다 TV 뉴스 진행자 역
- 윌 스미스 - 제프 벌링턴 ESPN 뉴스 진행자 역
- 커스틴 던스트 - 엘 트루시아스 역
- 주다 넬슨 - 월터 버건디 역
- 짐 캐리 - 스콧 라일스 역
- 티나 페이 - 질 제이슨 역
- 리엄 니슨 - 히스토리 채널 진행자 역
- 에이미 폴러 - 웬디 밴필 역
- 존 C. 라일리 - 스톤월 잭슨 유령 역
- 빈스 본 - 웨스 맨투스 역
- 카녜이 웨스트 - 웨슬리 잭슨 MTV 진행자 역
- 펄 매케이 - 씨월드 소녀 역
- 액설 페럴 - 씨월드 소년 1 역
- 매그너스 페럴 - 씨월드 소년 2 역
- 머티어스 페럴 - 씨월드 소년 3 역